# Champ-Haut

Champ-Haut este o comună în departamentul Orne, Franța. În 1 ianuarie 2022 avea o populație de 42 de locuitori.